# Flughafen Paris-Orly

i7
i11
i13
Der Flughafen Paris-Orly (IATA-Code: ORY, ICAO-Code: LFPO) ist nach Paris-Charles-de-Gaulle der zweitgrößte internationale Verkehrsflughafen der französischen Hauptstadt Paris. Er dient als Drehkreuz für Corsair International, Transavia France und easyJet sowie hauptsächlich für Inlandsflüge der Air France und fertigte im Jahr 2023 knapp 32,3 Millionen Passagiere ab.
Der Flughafen löste in den 1950er Jahren Le Bourget als wichtigsten Pariser Flughafen ab und hieß damals schlicht Aéroport de Paris („Flughafen Paris“). Der Name Orly (nach dem Pariser Vorort Orly) war allerdings schon gebräuchlich und wird seit der Eröffnung des Großflughafens Paris-Charles-de-Gaulle allgemein verwendet.

## Lage und Verkehrsanbindung
Der Flughafen liegt neun Kilometer südlich von Paris auf einem Gelände, das zu den Gemeinden Orly, Villeneuve-le-Roi, Athis-Mons, Paray-Vieille-Poste, Chilly-Mazarin und Wissous gehört.
Straßen
Die Nationalstraße N7 verläuft, von Paris kommend, unter dem Terminal Orly 4 und den Startbahnen nach Süden, die nächste Autobahn ist die A6.
Linie 14 der Pariser Metro
Mitte 2024 ist im Zuge des Projektes Grand Paris Express die Verlängerung der Linie 14 der Pariser Mêtro zum Flughafen Orly in Betrieb gegangen. Sie ist umsteigefrei die schnellste und höchstgetaktete Verbindung in die Innenstadt von Paris, beispielsweise in 26 Minuten zur Station Châtelet nahe der Île de la Cité.
Orlyval
Die automatischen Züge des Orlyval verkehren in wenigen Minuten zwischen den beiden Haltestellen Orly 4 und Orly 1/2/3 sowie weiter zur RER-Haltestelle Antony, wo man in die Linie RER B nach Paris umsteigen kann – Weiterfahrt zum Flughafen Paris-Charles de Gaulle siehe unten. Die Fahrt zwischen den Terminals ist kostenlos.
RER
Der Flughafen ist an zwei Linien der S-Bahn RER angeschlossen, die Linie RER C hält an der Haltestelle Pont-de-Rungis/Aéroport d’Orly, von dort verkehrt ein Pendelbus zu den Terminals. Die Linie RER B hält an der Haltestelle Antony, wo man in die automatische Bahn OrlyVAL umsteigen kann, die an den Terminals hält.
Straßenbahn
Die Linie 7 der Pariser Straßenbahn bindet den Flughafen mit einer Fahrzeit von etwa 30 Minuten an die Metroendstation der Linie 7 in Villejuif an.
Busse
Die Pariser Verkehrsbetriebe RATP unterhalten reguläre Buslinien nach Orly; Linie 183 zur Métrostation Porte de Choisy, Linie 285 zur Métro Villejuif-Louis Aragon und zwei Routen der Noctilien genannten Nachtbuslinien zur Porte d’Italie und nach Athis Mons-Pyramide de Juvisy.
Schnellbusse verkehren als Jetbus nach Villejuif-Louis Aragon.
Busse der Flughafengesellschaft Groupe ADP verkehren zwischen den Terminals und den weiter entfernten Urlauberparkplätzen.
Cars Air France
Die Reisebusse (Cars) der Air France verkehren auf der Linie 1 vom Terminal des Invalides über Montparnasse zum Flughafen Roissy.

### Verbindungen zum Flughafen Paris-Charles de Gaulle
Für viele Reisen ist eine Verbindung zwischen den Flughäfen notwendig, da die Air France ihr internationales Drehkreuz auf dem Flughafen Paris-Charles de Gaulle unterhält, wo auch die meisten Flüge aus Deutschland landen, viele innerfranzösische Routen jedoch nach wie vor am Flughafen Orly starten, wo früher Air Inter, eine eigene Gesellschaft für Inlandsverkehr, ihre Basis hatte.
Cars Air France
Die Linie 3 der Air-France-Reisebusse verbindet die beiden Flughäfen Charles de Gaulle und Orly direkt und hält an allen Terminals. Die Tickets können an der Haltestelle bzw. im Bus erworben werden. Die Fahrt über den Pariser Autobahnring Boulevard Peripherique dauert in der Regel weniger als eine Stunde, kann durch die Überlastung der Straßen aber auch erheblich länger dauern.
Orlyval & RER
Der Orlyval hält an den Terminals und fährt dann etwa sieben Kilometer weiter bis zur Haltestelle Antony, wo man in die S-Bahnlinie RER B umsteigt, die am Flughafen Charles-de-Gaulle an den Bahnhöfen neben den Terminals 2 und 3 hält – zum Terminal 1 muss man allerdings noch zusätzlich den Pendelbus oder die CDG-Val vom RER-Bahnhof nehmen.

## Geschichte

Ehemaliges Logo der Pariser Flughäfen

Bereits in den 1920er Jahren wurden Wartungshallen auf dem Flugfeld bei Orly errichtet, unter anderem zwei 300 m lange Luftschiffhallen.
Während des Zweiten Weltkriegs wurde der Flughafen von 1940 bis 1944 durch die deutsche Luftwaffe besetzt. Der Stab und die II. Gruppe des Kampfgeschwaders 51 (Stab und II./KG 51) lagen vom Sommer 1940 bis ins Frühjahr 1941 in Orly und nahmen in dieser Zeit an der Luftschlacht um England teil.
Nach der Besetzung durch die Alliierten am 27. August 1944 wurde der Flugplatz von den Alliierten als Advanced Landing Ground ALG A-47 bezeichnet.
Orly wurde nach Kriegsende durch die US-amerikanischen Streitkräfte an die französischen Behörden übergeben, die ihn als zivilen Flughafen von Paris wieder in Betrieb nahmen. Im nördlichen Bereich behielten die US-Amerikaner jedoch ein Areal, das die United States Air Force als Orly Air Base bezeichnete und 1967 bis zum Austritt Frankreichs aus den militärischen Strukturen der NATO nutzte. Die Basis diente insbesondere als Logistikzentrum für den Lufttransport und dem NATO-Hauptquartier, das damals in Rocquencourt beheimatet war.
Bereits im Jahr 1948 fertigte der Flughafen 215.000 Passagiere ab. Im Jahr 1952 bezog Air France das Terminal Nord, das damals über Flugsteige und 50 PKW-Parkplätze verfügte. Zwei Jahre später wurde der Tower Orly Nord in Betrieb genommen. 1956 begann der Bau des Terminals Süd, das 1961 schließlich eröffnet wurde. 1966 folgte ein neuer Kontrollturm sowie 1971 mit Orly West das zweite neue Terminal.
Im Jahr 1991 wurde die Orlyval zwischen den Terminals und der S-Bahnlinie RER B in Betrieb genommen.
Das 15,5 km² große Areal des Flughafens ist seit vielen Jahren optisch unverändert. Dies ist auf ein Wachstumsverbot von 1996 für den Flughafen und die Errichtung des Flughafens Roissy (CDG) zurückzuführen. Mehr als 30 Millionen Fluggäste, 250.000 Flugbewegungen pro Jahr oder Nachtflüge (23:30 – 6:00 Uhr) sind vom Gesetzgeber 1996 verboten worden. Alle Starts danach müssen bis zum nächsten Morgen warten, ankommende Flüge werden nach Roissy umgeleitet. Dies soll die Anwohner vor zu viel Fluglärm schützen, aber auch den Verkehr von und nach Orly begrenzen.
Am 19. März 2019 erhielten die Terminals erstmals nach 58 bzw. 48 Jahren Betrieb neue Namenszuordnungen: Das bisherige Terminal Orly West wird nun als Orly 1 und Orly 2 bezeichnet, das bisherige Terminal Orly Süd als Orly 4. Das zwischen den zwei ursprünglichen Terminals neu errichtete Verbindungsgebäude wird als Orly 3 bezeichnet.
| Jahr | Passagiere | Veränderung zum Vorjahr |
| ---- | ---------- | ----------------------- |
| 1990 | 24.300.000 | n. v.                   |
| 1991 | 23.300.000 | −4,1 %                  |
| 1992 | 25.200.000 | +8,2 %                  |
| 1993 | 25.400.000 | +0,8 %                  |
| 1994 | 26.600.000 | +4,7 %                  |
| 1995 | 26.700.000 | +0,4 %                  |
| 1996 | 27.400.000 | +2,6 %                  |
| 1997 | 25.100.000 | −8,4 %                  |
| 1998 | 25.000.000 | −0,4 %                  |
| 1999 | 25.400.000 | +1,6 %                  |
| 2000 | 23.000.000 | −9,4 %                  |
| 2001 | 25.400.000 | +10,4 %                 |
| 2002 | 23.172.639 | −8,8 %                  |
| 2003 | 22.457.037 | −3,1 %                  |
| 2004 | 24.053.215 | +7,1 %                  |
| 2005 | 24.860.532 | +3,4 %                  |
| 2006 | 25.622.152 | +3,1 %                  |
| 2007 | 26.440.736 | +3,2 %                  |
| 2008 | 26.209.703 | −0,9 %                  |
| 2009 | 25.107.693 | −4,2 %                  |
| 2010 | 25.203.969 | +0,4 %                  |
| 2011 | 27.139.076 | +7,7 %                  |
| 2012 | 27.232.263 | +0,3 %                  |
| 2013 | 28.274.154 | +3,8 %                  |
| 2014 | 28.862.586 | +2,1 %                  |
| 2015 | 29.664.993 | +2,8 %                  |
| 2016 | 31.237.865 | +5,3 %                  |
| 2017 | 32.042.475 | +2,6 %                  |
| 2018 | 33.120.685 | +3,4 %                  |
| 2019 | 31.855.126 | −3,8 %                  |

## Abfertigungsgebäude

Flughafendiagramm

### Orly 4 (vormals Orly Süd)

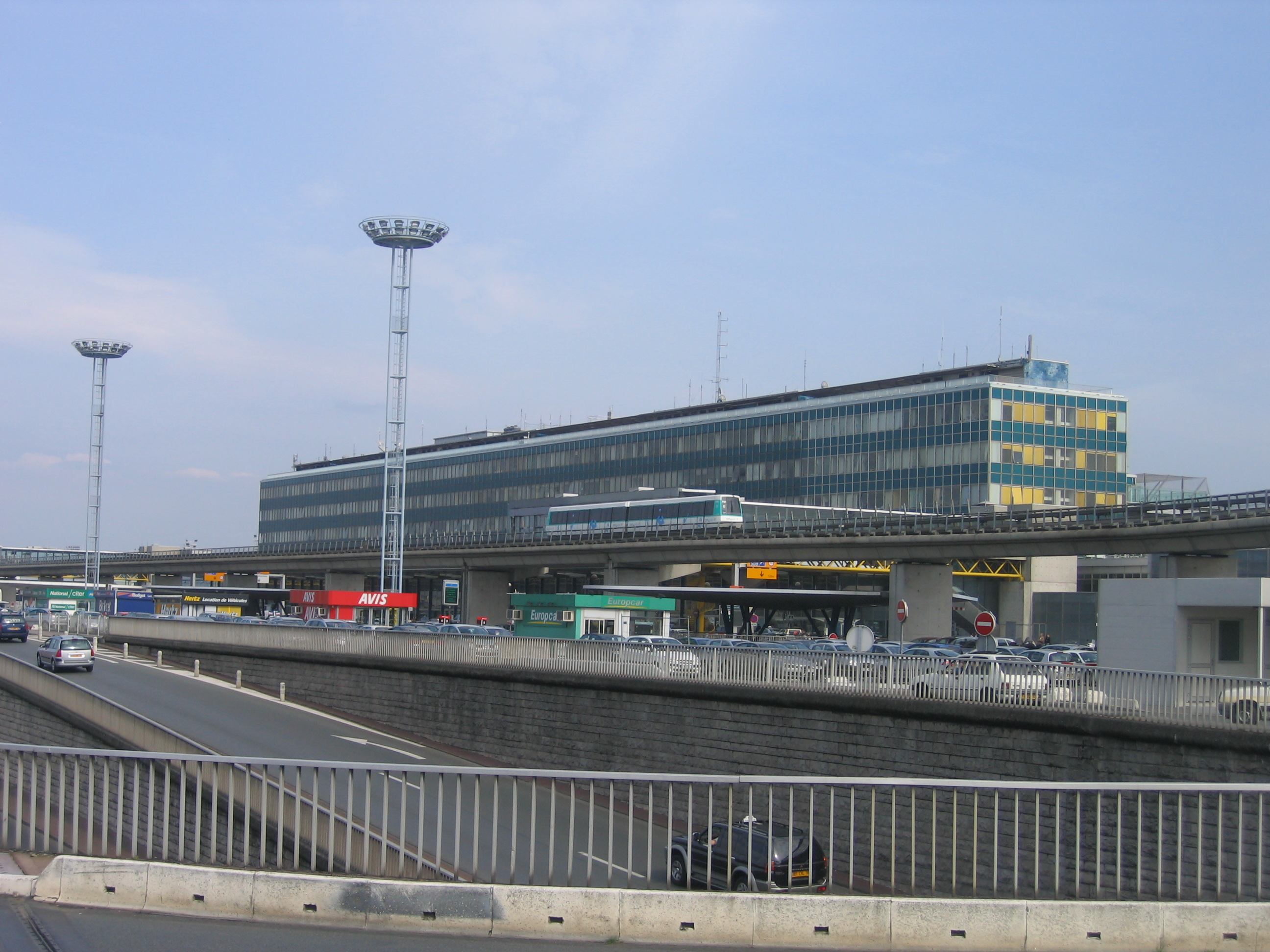
Außenansicht des Terminals Orly 4

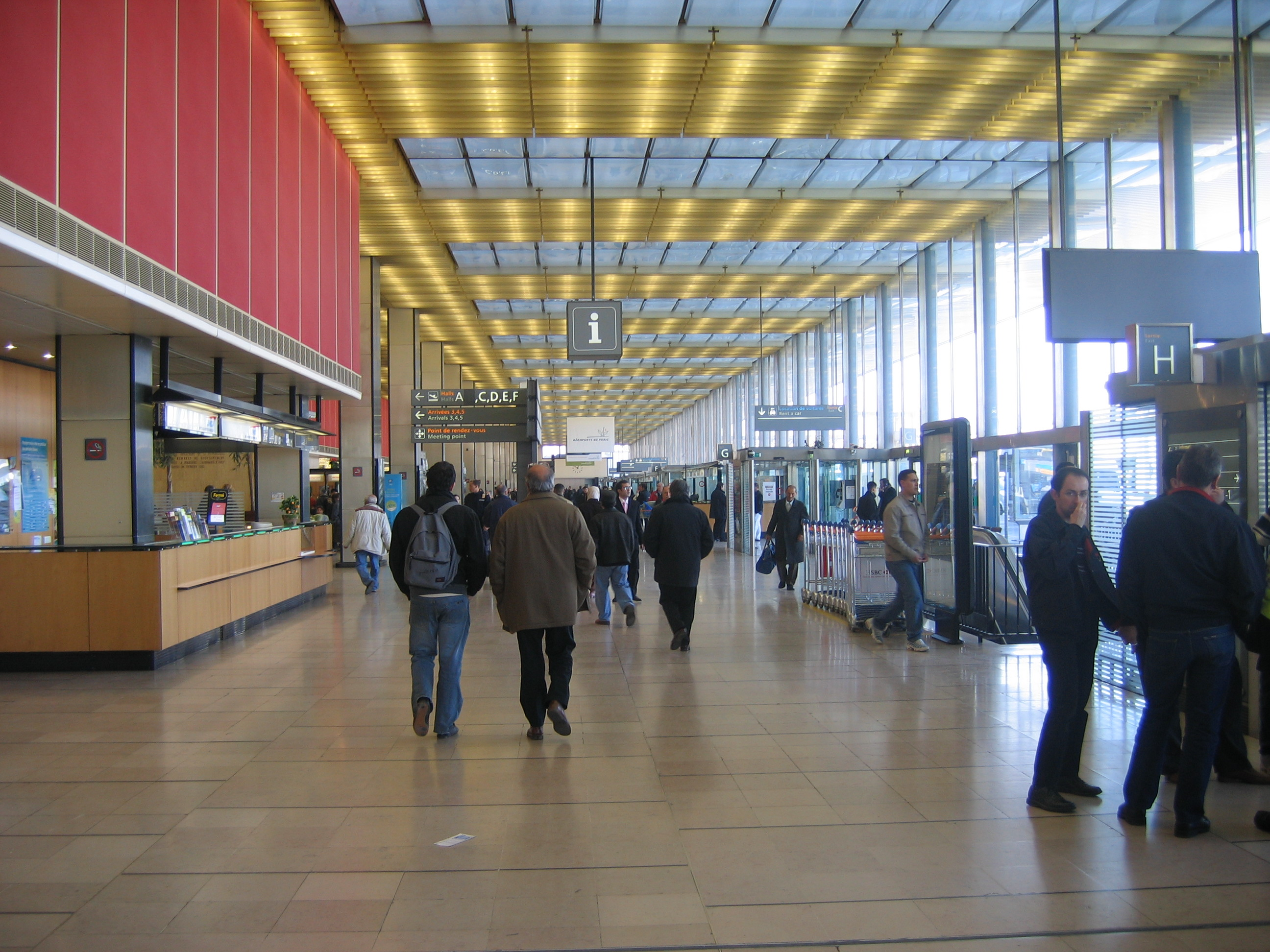
Innenansicht des Terminals Orly 4

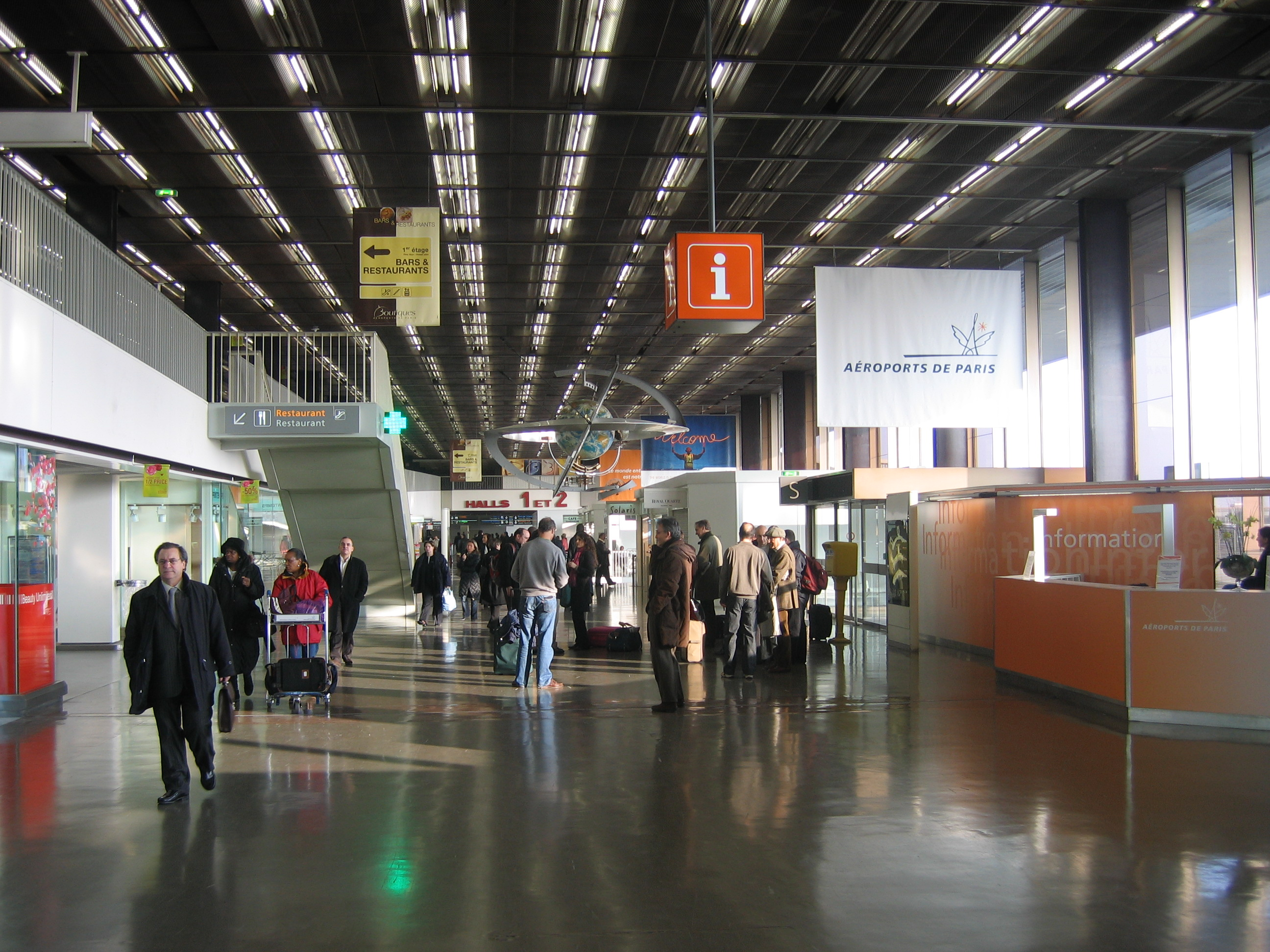
Innenansicht des Terminals Orly 1 / Orly 2

Das Terminal Orly Süd wurde 1961 nach einem Entwurf von Henry Vicariot eröffnet. Er besteht aus einer 200 Meter langen und 70 Meter tiefen Stahlskelettkonstruktion mit Glasfassade nach dem Vorbild des Lever House. Der Begriff Vitrine de la France, das Schaufenster Frankreichs, bezog sich dabei sowohl auf die helle und luftige Atmosphäre der Halle als auch auf den Prestigefaktor des Vorzeigebauwerks. Von den acht Etagen werden die zwei Kellergeschosse hauptsächlich für Technik genutzt, darüber stehen die Abfertigungsbereiche, eine Einkaufspassage und diverse Restaurants zur Verfügung. Aussichtsterrassen führen bis auf das Dach.
Durch den Anbau der beiden Satelliten 1966 wuchs das Gebäude auf der Vorfeldseite auf eine Länge von 700 Meter, die Kapazität stieg dadurch von sechs auf neun Millionen Passagiere.
1995 erfolgte die Erweiterung des Check-in-Bereiches von kleineren Gängen zu drei großen Bereichen in U-Form, 1999 die Zusammenfassung aller Check-in-Bereiche zu einer großen Halle und der Bau des südlichen Satelliten, der unterirdisch mit dem Terminal verbunden ist. Der Tower wurde erst 1966 neben dem Terminal errichtet und gehört nicht zur ursprünglichen Planung, wurde aber im gleichen Stil errichtet und ist dadurch optisch mit dem Empfangsgebäude zusammengewachsen.

### Orly 3 (neues Verbindungsgebäude)
Beginnend im April 2015 wurde zwischen den bestehenden Terminals Süd und West ein neues, 250 m langes und 120 m breites Terminal errichtet mit 80.000 m² Nutzfläche auf drei Etagen, welches nun als Verbindung zwischen den vormals getrennten Bereichen fungiert und die zusätzliche Abfertigung von 3,5 Millionen Passagieren pro Jahr ermöglicht. Ein erster Abschnitt des Neubaus wurde bereits am 11. April 2018 in Betrieb genommen, die vollständige Eröffnung erfolgte am 16. April 2019. Eine feierliche Einweihung in Anwesenheit von Premierminister Édouard Philippe und Verkehrsministerin Élisabeth Borne fand am 18. April 2019 statt. Am neuen Terminal können je nach Bedarf entweder vier Großraumflugzeuge oder acht Schmalrumpfflugzeuge gleichzeitig abgefertigt werden. Die Einrichtung im Inneren umfasst unter anderem sechzig Check-in-Schalter, zwölf Sicherheitskontrollstellen, zwanzig Grenzkontrollstellen zur Ausreise, davon fünf als automatische nach dem System PARAFE, zwanzig Grenzkontrollstellen zur Einreise (davon fünf automatische) und vier Gepäckausgabebänder im Ankunftsbereich. Die Baukosten betrugen 385 Millionen Euro.

### Orly 1 und Orly 2 (vormals Orly West)
Wesentliches Kriterium für den Entwurf des zweiten Terminals Orly West war eine drastische Verkürzung der Fußwege von bis zu 400 m bei Orly Süd auf nur noch 100 m, getrennte Etagen für Check-In und Gepäckrückgabe, die direkte Verbindung zwischen den Parkplätzen und dem Ankunftsbereich ohne Kreuzung der Vorfahrt sowie eine Option auf spätere Erweiterungen. Den schlichten Bau entwarfen die Architekten Coutant, Vigouroux und Laroche, die für die Flughafengesellschaft arbeiteten. 1971 wurden die mittleren Hallen 2 und 3 für jeweils drei Millionen Passagiere eröffnet, die auf das Vorfeld ragen und in denen die Abfertigung dezentral direkt am Flugzeug stattfand, was die Gefahr der Fehlleitung von Gepäck und Passagieren reduzierte. Zunächst wurden Inlands- und Mittelstreckenflüge abgefertigt, doch sehr rasch wurde die Gesellschaft Air Inter, die damals für französische Inlandsflüge zuständig war, alleiniger Nutzer des Gebäudes, wodurch Passkontrollstellen entfallen konnten. Ein Zustand, der fast 25 Jahre anhalten sollte, bis Air Inter von Air France übernommen wurde. Auch heute noch werden die meisten Flüge von Paris in die Provinzen in Orly West abgefertigt.
1986 erfolgte der Ausbau der Halle 4, einem vorhandenen Seitenflügel, in dem Check-in-Schalter installiert wurden, die Abfertigung findet überwiegend an Busgates statt. Bis zu vier Millionen Reisende können dort abgefertigt werden. 1993 entstand nach einem Entwurf von Paul Andreu die Halle 1 mit 8 Fluggastbrücken und einer Kapazität von sechs Millionen Passagieren, große Teile der Fassade sind mit Glasbausteinen verkleidet. 2005 begannen umfangreiche Renovierungsarbeiten in der Halle 2, die ein zeitgemäßes Erscheinungsbild erhalten soll, Halle 3 soll später folgen.

## Technischer Bereich
Auf dem 460.000 m² großen Frachtgelände im Osten des Flughafens können jährlich 500.000 Tonnen verladen werden. Zu den Wartungseinrichtungen im Norden gehören neben Lagern und Werkstätten neun Hangars mit einer Gesamtkapazität von bis zu 20 Flugzeugen. Das Business-Center Orly Tech umfasst 35.000 m² Büroflächen im Nordosten des Flughafens in moderner Architektur, ausgerichtet auf Firmen der Luftfahrt- und Transportbranchen.

## Zwischenfälle
- Am 1. März 1945 verunglückte eine Douglas DC-3/C-47A-30-DK der United States Army Air Forces (USAAF) (Luftfahrzeugkennzeichen 43-48223) bei Cormeilles im Anflug auf den Flughafen Paris-Orly. Dabei kamen 16 Insassen ums Leben.[9]

- Am 12. Dezember 1947 wurde eine Douglas DC-3/C-47A-30-DK der Air Algérie (F-BCYF) am Flughafen Paris-Orly irreparabel beschädigt. Über Personenschäden ist nichts bekannt.[10]

- Am 12. Juli 1948 kam es mit einer Douglas DC-4-1009 der Air France (F-BBDL) auf dem Flughafen Paris-Orly zu einer Bruchlandung. Die Maschine fing Feuer und brannte aus. Alle 12 Insassen, vier Besatzungsmitglieder und 8 Passagiere, überlebten den Unfall.[11]

- Am 29. August 1948 wurde eine Sud-Est SE.161/P7 Languedoc der Air France (F-BATO) auf dem Flughafen Paris-Orly bei einem Hangarbrand zerstört. Personen kamen nicht zu Schaden.[12]

- Am 22. Januar 1950 brannte eine Douglas DC-4-1009 der Air France (F-BBDB) auf dem Flughafen Paris-Orly aus. Eine herunter gefallene, zerbrochene Glühbirne entzündete ein Sammelgefäß für Treibstoff und Öl, wodurch zunächst die linke Tragfläche Feuer fing. Personen kamen nicht zu Schaden. Das Flugzeug wurde irreparabel beschädigt.[13]

- Am 30. Oktober 1951 fuhr das rechte Fahrwerk einer Sud-Ouest Bretagne der Air Algérie (F-OAIY) während des Starts am Flughafen Paris-Orly plötzlich ein. Das Flugzeug kam ins Schleudern und fing Feuer. Es wurde zerstört, jedoch überlebten alle 4 Besatzungsmitglieder und 30 Passagiere.[14]

- Am 24. November 1956 kamen beim missglückten Start einer Douglas DC-6B der Linee Aeree Italiane (I-LEAD) 34 Insassen ums Leben, darunter der italienische Dirigent Guido Cantelli. Etwa 15 Sekunden nach dem Abheben vom Flughafen Paris-Orly sank die Maschine wieder und flog 600 Meter hinter dem Startbahnende in ein Haus. Ein Passagier überlebte den Absturz. Der Flug sollte von Rom über Paris und Shannon nach New York verlaufen. Die Ursache für den Höhenverlust nach dem Abheben konnte nicht geklärt werden.[15]

- Am 12. Dezember 1956 stürzte eine in Paris-Orly gestartete Vickers Viscount 708 der Air France (F-BGNK) auf einem Trainingsflug nach Reims aus einer Höhe von 900 bis 1500 Metern nahe Dannemois ab. Als Unfallursache wird Kontrollverlust aus unbekanntem Grund vermutet. Alle 5 Besatzungsmitglieder kamen dabei ums Leben.[16]

- Am 29. Januar 1957 verunglückte eine Sud-Est SE.2010 Armagnac (F-BAVG) der französischen Fluggesellschaft SAGETA bei einem missglückten nächtlichen Durchstartversuch im Nebel auf dem Flughafen Paris-Orly. Die Maschine war für einen Charterflug der Air France aus Tunis eingesetzt und befand sich bereits im zweiten Anflugversuch. Da zu spät Vollgas gegeben wurde, schlug die Maschine mit der rechten Tragfläche auf, die sich daraufhin löste. Der Rumpf zerbrach in vier Teile. Je ein Passagier und Besatzungsmitglied kamen ums Leben, die anderen 68 (nach anderer Quelle 64) Insassen des Flugzeugs überlebten, davon 30 verletzt.[17][18]

- Am 6. Dezember 1957 verunglückte eine Lockheed L-1049G Super Constellation der Air France (F-BHMK) bei einem nächtlichen Trainingsflug auf dem Flughafen Paris-Orly. Bei sehr schlechten Sichtbedingungen stürzte das Flugzeug auf die Landebahn und brannte aus. Alle 6 Besatzungsmitglieder überlebten.[19]

- Am 3. Juni 1962 wurde eine Boeing 707-328B der Air France (F-BHSM) bei einem missglückten Startabbruch auf dem Flughafen Paris-Orly vollständig zerstört, die sich auf dem Flug nach New York-Idlewild befand. Beim Erreichen der Abhebegeschwindigkeit gelang es den Piloten nicht, das Höhenruder weit genug für ein Abheben zu ziehen, weshalb der Kapitän den Start bei 179 Knoten abbrechen musste. Das Flugzeug überrollte mit hoher Geschwindigkeit das Startbahnende, zerbrach und fing Feuer. Von den 130 Insassen überlebten nur 2. Unfallursachen waren eine beträchtlich vertrimmte Stellung der Höhenflosse und der Ausfall des Trimmsystems (siehe auch Air-France-Flug 007).[20]

- Am 28. Mai 1969 verließ eine Douglas DC-4/C-54A-15-DC der Air France, betrieben für die französische Post Centre d’Exploitation Postal (F-BFCP), während des Starts vom Flughafen Paris-Orly bei einer Geschwindigkeit von 60 Knoten (112 km/h) die Startbahn nach rechts. Trotzdem wurde der Start noch weitere 600 Meter fortgesetzt, bis das Flugzeug nach Kollisionen mit mehreren Hindernissen zum Stillstand kam. Der Flugingenieur hatte die Tankwahlschalter auf „Halb“ gestellt, da dies in den anderen DC-4 der Air France der Stellung „Voll auf“ entsprach. Alle drei Besatzungsmitglieder überlebten den Unfall. Das Flugzeug wurde irreparabel beschädigt.[21]

- Am 11. Juli 1973 brach an Bord einer Boeing 707-345C (PP-VJZ) der VARIG ein Feuer aus. Die Maschine befand sich auf dem Flug von Rio de Janeiro zum Flughafen Paris-Orly. Den Piloten gelang eine Notlandung etwa 5 Kilometer vor dem Flughafen. Zehn Besatzungsmitglieder verließen das Flugzeug, während 7 weitere und 116 von 117 Passagieren starben. Mit einer Ausnahme starben die 123 Opfer durch das Einatmen der Brandgase (Rauchvergiftung) (siehe auch Hauptartikel VARIG-Flug 820).[22]

- Am 3. März 1974 stürzte zehn Minuten nach dem Start die McDonnell Douglas DC-10 TC-JAV „Ankara“ der Turkish Airlines auf dem Flug 981 ab, wobei alle 346 Insassen starben.[23] Die Flugkatastrophe von Ermenonville war bis zum Absturz der Boeing 747-146SR des Japan-Airlines-Fluges 123 im August 1985 der Flugunfall mit den meisten Opfern.[24]

- Am 5. Juli 1979 wurde eine Fairchild F-27A der französischen Touraine Air Transport (TAT) (F-GBRS) auf dem Flughafen Paris-Orly irreparabel beschädigt. Alle 18 Insassen überlebten den Totalschaden.[25]

- Am 4. März 1988 fiel in einer Fairchild-Hiller FH-227B der französischen Transport Aérien Transrégional (TAT) (F-GCPS) im Anflug auf den Flughafen Paris-Orly das gesamte elektrische System aus. Die Maschine befand sich ohne Außensicht in Wolken; der Autopilot schaltete sich aus und die Piloten hatten keinerlei Anzeige mehr über die Fluglage, da es in diesem Flugzeugtyp keinen vom Stromnetz unabhängigen künstlichen Horizont gab. Dies führte zu einem Kontrollverlust, durch den die Maschine sehr steil zu Boden stürzte und 1,6 Kilometer östlich von Machault (Seine-et-Marne) aufschlug.  Dabei kamen alle 23 Insassen ums Leben, zwei Piloten, ein Flugbegleiter und 20 Passagiere (siehe auch TAT-European-Airlines-Flug 230).[26]

## Trivia
- Orly war 1955 der erste Flughafen weltweit, der eine Fallblattanzeigetafel aufwies.[27]
- 1962 drehte der Filmemacher Chris Marker den Kurzfilm Am Rande des Rollfelds (Originaltitel: La Jetée). Die Anfangs- und die Endszene des Films entstanden auf der Aussichtsplattform auf dem Dach des Abfertigungsgebäudes.
- 1964 besang Gilbert Bécaud den Flughafen in seinem Lied Dimanche à Orly, das auch in einer deutschsprachigen Version erschien (Die Luft von Orly).
- 2010 drehte die deutsche Filmregisseurin Angela Schanelec einen Film mit dem Titel Orly, der fast komplett in der Passagierabfertigungshalle des Flughafens spielt.
- Südlich vom Flughafen befindet sich das Musée Delta (Athis-Mons), wo eine Concorde ausgestellt ist, die mittwochs und samstags auch von innen besichtigt werden kann.